# Polichlorowane dibenzofurany

Struktura chemiczna polichlorowanych dibenzofuranów

Struktura chemiczna 10 najbardziej toksycznych kongenerów PCDFs

Polichlorowane dibenzofurany (ang. polychlorinated dibenzofurans, PCDFs) – grupa halogenowanych organicznych związków chemicznych, pochodnych dibenzofuranu. Ich szkielet tworzy jeden, centralnie położony, pierścień furanowy oraz dwa połączone z nim pierścienie benzenowe, w których atomy wodoru podstawione są atomami chloru w różnych konfiguracjach. Jak dotąd poznano i opisano 135 toksycznych kongenerów z grupy PCDFs. Szczególnie niebezpieczne jest 17 z nich, w których cząsteczce znajduje się 4–6 atomów chloru. Najgroźniejsze z nich są jednak te, w których pierwiastek ten występuje w pozycjach: 2,3,7,8.
Polichlorowane dibenzofurany, wraz z polichlorowanymi dibenzo-p-dioksynami (ang. polychlorinated dibenzo-p-dioxins, PCDDs) oraz polichlorowanymi bifenylami (ang. polychlorinated biphenyls, PCBs), tworzą grupę tzw. związków dioksynopodobnych (ang. dioxin-like compounds, DLCs). Z uwagi na swoją strukturę chemiczną wszystkie DLCs wykazują charakter hydrofobowy. Ich rozpuszczalność w wodzie jest mniej więcej wprost proporcjonalna do liczby atomów chloru w cząsteczce.
Najbardziej niebezpiecznym kongenerem PCDFs jest 2,3,7,8-tetrachlorodibenzofuran (2,3,7,8-TCDF lub TCDF). Aby móc przedstawić toksyczność innych kongenerów w postaci wymiernej, liczne dane toksykologiczne i biochemiczne dotyczące tych substancji zostały sprowadzone do jednej wartości, tworząc w ten sposób tzw. współczynnik równoważny toksyczności (ang. toxic equivalency factor, TEF). Za punkt odniesienia przyjęto, najbardziej toksyczną, 2,3,7,8-TCDD, która przyjmuje wartość 1. Toksyczność innych kongenerów określa się współczynnikami, mającymi postać ułamków dziesiętnych. Dibenzofurany występują w środowisku najczęściej w postaci mieszanin kongenerów, różniących się między sobą poziomem toksyczności. Aby określić całkowity poziom toksyczności mieszaniny dwóch lub więcej różnych kongenerów, używa się z kolei tzw. równoważnika toksyczności (ang. toxic equivalency, TEQ). Stanowi on sumę iloczynów zawartości masowych poszczególnych składników analizowanej mieszaniny oraz przypisanych im jednostkowych współczynników TEF. Jest to wartość masowa, wyrażana zazwyczaj w pikogramach [pg] lub nanogramach [ng].

## Źródła środowiskowe
PCDFs bardzo często występują wspólnie z dioksynami (PCDDs). Obie te grupy związków nie mają żadnego praktycznego zastosowania i nigdy nie były celowo wytwarzane przez człowieka. Ich środowiskowym źródłem tych związków jest spalanie odpadów: przemysłowych i komunalnych, a także medycznych. Konkretnie – powstają one podczas spalania organicznych związków chemicznych zawierających chlor. Przykładem takiej reakcji jest spalanie benzyn ołowiowych zawierających w składzie chlorowcopochodne węglowodorów (np. 1,2-dichloroetan), jak również spalanie benzyn bezołowiowych w silnikach nieposiadających sprawnych katalizatorów. PCDFs i PCDDs powstają również jako produkty uboczne w wielu procesach chemicznych, np. w produkcji tworzyw sztucznych oraz niektórych pestycydów. Główną gałęzią przemysłu odpowiedzialną za ich emisję jest przemysł celulozowo-papierniczy, w którym dioksyny powstają podczas bielenia pulpy celulozowej przy użyciu chloru. Innym, również znaczącym, źródłem tych związków jest przemysł metalowy, w tym m.in.: przetapianie złomu i surowców wtórnych oraz odzysk metali. W mniejszym stopniu do emisji tych związków przyczynia się także przemysł tekstylny i skórzany. W krajach członkowskich Europejskiej Agencji Środowiska w 2015 głównym źródłem łącznej emisji dioksyn i furanów były odpady (28%), a niewiele mniej pochodziło z branży pozaprzemysłowej (utrzymanie domów, instytucji czy firm). Przemysł był źródłem 10% emisji, a sektor energetyczny – 24%. Ponadto wyróżniane jest zużycie energii w przemyśle, odpowiedzialne za prawie 9% emisji. Transport czy rolnictwo miały niewielki udział.
Głównym źródłem zanieczyszczenia wód przez PCDFs i PCDDs są zakłady przeróbki drewna i papieru (np. papiernie, celulozownie). Substancje te, ze względu na swój charakter hydrofobowy, ulegają adsorpcji na powierzchni substancji zawieszonych w wodzie i wraz z nimi opadają na dno. Inaczej sytuacja ta przedstawia się na lądzie. Zawartość DLCs w roślinach rosnących na zanieczyszczonych glebach jest bardzo niska. Z uwagi na hydrofobowy charakter związki te, zawarte w glebie, nie są transportowane przez system korzeniowy do pędu. Wyniki badania porównującego zawartość PCDFs i PCDDs w oleju słonecznikowym otrzymywanym z nasion roślin rosnących na glebie skażonej oraz nieskażonej nie wykazały istotnych różnic pomiędzy tymi dwoma przypadkami.
Polichlorowane dibenzofurany, podobnie jak dioksyny, mogą również powstawać na drodze samorzutnej syntezy w procesach składowania odpadów (np. w składowiskach odpadów czy kompostowniach). Powstają wówczas z prekursorów (związki chloroorganiczne) w wyniku złożonych reakcji biochemicznych. W kompoście, po oddzieleniu materiałów segregowanych, przeznaczonych do recyklingu lub spalenia, zawartość związków tych może wynosić nawet do 100 ng TEQ/kg.

### Katastrofy ekologiczne
Zupełnie inną kategorię środowiskowych źródeł PCDFs i PCDDs stanowią różnego rodzaju katastrofy ekologiczne, takie jak: awarie fabryk (oraz związane z nimi wycieki różnych substancji), erupcje wulkanów, czy też pożary. Tego typu zdarzenia losowe mogą spowodować emisję bardzo dużej ilości chemikaliów w krótkim czasie. Ponieważ DLCs łatwo rozprzestrzeniają się za pośrednictwem powietrza i wody nawet na bardzo duże odległości, następstwami tego typu katastrof jest często skażenie, które dotyka rejony oddalone nawet o wiele kilometrów od jego źródła. Potwierdzają to podwyższone stężenia DLCs odnotowywane u Inuitów (Eskimosów) oraz niedźwiedzi polarnych zamieszkujących Grenlandię.
W 1968 r. w Japonii doszło do masowego zatrucia PCBs i PCDFs, znanego jako tzw. incydent w Yushō. Wskutek spożycia skażonego oleju ryżowego, ponad 1900 osób uległo zatruciu. Po ich przebadaniu okazało się, że spożycie wspomnianych ksenobiotyków wyniosło u nich 28–154 ng TEQ/kg/dzień, co przekroczyło przyjętą przez WHO dawkę bezpieczną o ponad 100 000 razy. Najczęstszymi objawami tego zatrucia były: uszkodzenia skóry i oczu, osłabienie odpowiedzi immunologicznej, a u kobiet także rozregulowanie cyklu menstruacyjnego. Niektóre przypadki były jednak dużo bardziej poważne. Ostatecznie, wskutek tego incydentu śmierć poniosło około 500 osób.

## Przedostawianie się PCDFs do organizmu

### Inhalacja
Około 8% całkowitej masy DLCs skumulowanych w organizmie człowieka dostaje się do niego przez wdychane powietrze. Wiele analiz zawartości DLCs w organizmie człowieka wykazało, iż jest ona średnio o dwa rzędy wielkości wyższa, niż wynikałoby to wyłącznie z wdychania zanieczyszczonego powietrza. Statystyczny człowiek o masie 80 kg wdycha dziennie ok. 30 m³ powietrza o stężeniu DLCs 0,05 pg TEQ/m³. Przy założeniu 100% akumulacji tych ksenobiotyków w organizmie ich stężenie w tkance tłuszczowej powinno wynosić ok. 0,20 ng TEQ/kg. W rzeczywistości wartość ta zazwyczaj znajduje się w przedziale 5–20 ng TEQ/kg. Wynika stąd jednoznacznie, że podstawowe źródło przedostawania się tych związków do organizmu człowieka musi być inne.

### Droga pokarmowa
Szacuje się, że około 90% masy DLCs przedostających się do organizmu człowieka trafia do niego wraz z pożywieniem. 27,5% z tej wartości stanowi mięso oraz podroby mięsne, 27% – ryby i owoce morza, natomiast 26,9% – nabiał. Oczywiste jest zatem, że głównym źródłem dioksyn oraz związków dioksynopodobnych w organizmie człowieka są tłuszcze zwierzęce. Ze względu na hydrofobowy charakter DLCs ich zawartość w 1 litrze czystej wody pitnej zazwyczaj nie przekracza 0,1 pg TEQ. Przyjmując, że przeciętny człowiek wypija dziennie około 2 litry wody, daje to nie więcej niż 0,2 pg TEQ na dobę, co stanowi około 0,5% całkowitej ilości DLCs wchłanianych wraz z pożywieniem.
Człowiek żyjący w środowisku nieskażonym przemysłowo przyjmuje wraz pożywieniem około 1,2–2,5 pg TEQ/kg/dzień, co u statystycznej osoby, ważącej średnio 80 kg, daje około 100–200 pg TEQ/dzień. Według zaleceń Światowej Organizacji Zdrowia (WHO) z 1998 r. za maksymalną (tzw. tolerowaną) dawkę DLCs (ang. tolerable daily intake, TDI) uznaje się 1 pg TEQ/kg/dzień. Przyjmuje się także, iż dawka 3–5 pg TEQ/kg/dzień stwarza ryzyko kumulowania się tych związków, co powoduje działania genotoksyczne i kancerogenne, czego efektem może być znaczące zakłócenie funkcjonowania układu endokrynnego (hormonalnego). Jest to szczególnie zauważalne w przypadku analizy intensywności wydzielania progesteronu – głównego hormonu odpowiedzialnego za utrzymanie ciąży.
PCDFs, podobnie jak wiele innych ksenobiotyków, przenikają z krwi matki do mleka, osiągając w nich wysokie stężenia. Szczególną uwagę zwraca się na problem dużej zawartości DLCs w mleku ludzkim (około 25–40 ng TEQ/kg). Przy założeniu zawartości tłuszczu w mleku kobiecym na poziomie 3% niemowlę karmione piersią przyjmuj w ciągu doby 30–50 razy więcej PCDFs niż przeciętny dorosły człowiek o wadze 80 kg, odżywiający się w sposób typowy. Badania przeprowadzone w 39 państwach przez WHO w 1989 roku wykazały duże zróżnicowanie średnich stężeń DLCs w mleku kobiecym, w zależności od miejsca zamieszkania badanych kobiet. Najwyższe wartości (20–30 pg TEQ/g tłuszczu mlecznego) odnotowano w Belgii, Kanadzie, Finlandii, Hiszpanii oraz Holandii. Najniższe (4–10 pg TEQ/g) należały do mieszkanek Albanii, Węgier oraz Pakistanu.
Stężenie dioksyn i związków dioksynopodobnych w produktach pochodzenia roślinnego jest zazwyczaj niskie. Pomimo lipofilowego charakteru tych związków nawet rośliny oleiste charakteryzują się niewielką ich zawartością. Sytuacja ta ulega jednak zmianie, gdy jadalne części roślin (np. liście sałaty lub kapusty) są narażone na kontakt z powietrzem atmosferycznym zawierającym DLCs. Rośliny uprawiane na wolnym powietrzu na terenach zanieczyszczonych przemysłowo charakteryzują się zawartością tych ksenobiotyków na poziomie 0,6–11 ng TEQ/kg suchej masy. Stężenie ogólne DLCs przekraczające 0,01 pg TEQ/g stwierdzono w próbkach ziół, owocach oraz warzywach (kapuście, sałacie i kalafiorze), pochodzących z upraw zlokalizowanych w przemysłowych rejonach północnych Włoch. Nawet pomimo stosunkowo niskiego stężenia DLCs w warzywach i owocach w przypadku ich dużego spożycia mogą one stanowić istotne źródło dioksyn. Ma to zazwyczaj miejsce w krajach, w których produkty roślinne stanowią jeden z głównych elementów diety. We Francji około 12% DLCs trafia do organizmu z warzywami i owocami, we Włoszech – ok. 14%, natomiast w Hiszpanii – ok. 20%.

### Wchłanianie przez skórę
Przyjmuje się, że około 2% łącznej masy DLCs skumulowanych w organizmie ludzkim dostaje się do niego przez skórę. W sporadycznych przypadkach bezpośredni kontakt powierzchni skóry ze skażonym dioksynami pyłem oraz skażoną sadzą, opadającymi z powietrza jest przyczyną ich przenikania do tkanek podskórnych.

## Wpływ na organizm
Nie ustalono, ile wynosi dawka śmiertelna polichlorowanych dibenzofuranów dla organizmu ludzkiego. W 2001 roku Komitet Naukowy ds. Żywności Komisji Europejskiej (ang. Scientific Committee on Food, SCF) ogłosił maksymalną tygodniową dawkę tolerowaną (ang. tolerable weekly intake, TWI) dla dioksyn i związków dioksynopodobnych na poziomie 14 pg TEQ/kg masy ciała. Rok później Wspólny Komitet Ekspertów FAO/WHO ds. Dodatków do Żywności (ang. The Joint FAO/WHO Expert Committee on Food Additives, JECFA) wskazał 70 pg TEQ/kg masy ciała jako maksymalną miesięczną dawkę tolerowaną (ang. provisional tolerable monthly intake, PTMI). Odpowiada to w przeliczeniu 2,33 pg TEQ/kg/dobę. Do zbliżonego wyniku doszli w swoich badaniach naukowcy z UK Committee on Toxicity, podlegającemu Światowej Organizacji Zdrowia (WHO), podając jako maksymalną tolerowaną dawkę dobową 2 pg TEQ/kg masy ciała.
Miejscami gromadzenia się dioksyn i związków dioksynopodobnych w organizmie są wątroba oraz tkanka tłuszczowa, a w mniejszym stopniu także skóra. Transport tych związków do narządów docelowych zachodzi w postaci związanej z lipidami i lipoproteinami osocza. Zmagazynowane, ulegają oksydacyjno-redukcyjnemu odchlorowaniu oraz reakcjom rozerwania mostka tlenowego. DLCs w pierwszej kolejności ulegają hydroksylacji, natomiast następnie reakcji sprzęgania z kwasem glukuronowym lub glutationem. Powstałe w ten sposób metabolity są rozpuszczalne w wodzie, co umożliwia ich usunięcie z organizmu wraz z moczem.
Kluczową rolę mechanizmu toksycznego działania wszystkich DLCs na organizm odgrywa cytozolowy receptor węglowodorów aromatycznych (ang. aryl hydrocarbon receptor, AHR), z którym związki te tworzą aktywne kompleksy. Powstałe w ten sposób struktury wędrują następnie do jądra komórkowego, gdzie przyłączają się do odpowiedniego fragmentu DNA, wrażliwego na ten specyficzny ligand. Kompleksy te indukują ekspresję genów odpowiadających za układ monooksygenaz mikrosomalnych. Ich produktami są różne formy cytochromu P448 oraz cytochromu P450, powodujące aktywacje wielu enzymów w wątrobie. Najważniejszymi z nich są: hydroksylazy węglowodorów aromatycznych (ang. aryl hydrocarbon hydroxylaze, AHH), O-dealkilaza 7-etoksyrezorufiny (EROD), UDP-glukuronozylotransferaza oraz dekarboksylaza ornityny. Enzymy te zaburzają najczęściej prawidłową fizjologię komórki.
Dioksyny oraz związki dioksynopodobne wykazują bardzo istotne oddziaływanie na układ odpornościowy. Powodują one m.in. wzrost podatności organizmu na infekcje. Po przebadaniu populacji osób dorosłych narażonych na wieloletnią ekspozycję na duże dawki DLCs zaobserwowano u nich odwrotną zależność pomiędzy stężeniem immunoglobuliny G (IgG), a TCDD w surowicy krwi. DLCs powodują ponadto: zwiększenie miana przeciwciał przeciwjądrowych, spadek liczby komórek NK oraz odkładanie się kompleksów immunologicznych w tkankach i narządach. Mogą one także spowodować atrofię obwodowych węzłów chłonnych, śledziony oraz grasicy.

## Regulacje
PCDDs, PCDFs i PCBs zostały uznane za trwałe zanieczyszczenia organiczne i jako takie w 2001 weszły do pierwszych dwunastu grup substancji objętych ograniczeniami Konwencji sztokholmskiej w sprawie trwałych zanieczyszczeń organicznych. Ponieważ PCDDs i PDCFs (oraz niektóre PCBs) należą do kategorii zanieczyszczeń uwalnianych nieintencjonalnie, konwencja nie zakazuje ich używania, lecz wskazuje na procedury zmniejszające ryzyko ich powstawania.